# Uli Spieß
Ulrich „Uli” Spieß (ur. 15 sierpnia 1955 w Innsbrucku) – austriacki narciarz alpejski. Nie startował na żadnych igrzyskach olimpijskich ani mistrzostwach świata. Najlepsze wyniki w Pucharze Świata osiągnął w sezonie 1977/1978, kiedy to zajął 12. miejsce w klasyfikacji generalnej. W sezonie 1978/1979 był czwarty w klasyfikacji zjazdu.
Jego matka Erika Mahringer oraz siostra Nicola Spieß również uprawiały narciarstwo alpejskie.

## Sukcesy

### Puchar Świata

#### Miejsca w klasyfikacji generalnej
- 1976/1977 – 37.
- 1977/1978 – 12.
- 1978/1979 – 27.
- 1979/1980 – 36.
- 1980/1981 – 23.
- 1981/1982 – 84.
- 1982/1983 – 65.

#### Miejsca na podium
1. Laax – 10 marca 1978 (zjazd) – 1. miejsce
2. Laax – 11 marca 1978 (zjazd) – 3. miejsce
3. Morzine – 6 stycznia 1979 (zjazd) – 3. miejsce
4. Kitzbühel – 20 stycznia 1979 (zjazd) – 3. miejsce
5. Garmisch-Partenkirchen – 27 stycznia 1979 (zjazd) – 2. miejsce
6. Val d’Isère – 7 grudnia 1980 (zjazd) – 1. miejsce
7. Val Gardena – 15 grudnia 1980 (zjazd) – 2. miejsce